# Abelles József
Abelles József, Abellesz (Pest, 1811 – Szeged, 1897. május 3.) Csanád megye tiszteletbeli főorvosa.

## Élete
Abellesz Mózes kereskedő és Ofner Janka fiaként született. Gyakorló orvos volt Makón. Az 1868. december 14-én összehívott izraelita egyetemes gyűlésen Csanád megye és Makó kerületi képviselője volt. Az 1870-es évek elején fejezte be a praktizálást, majd Szegedre költözött. Az 1879-es árvizet követően rokonához, Rosenberg Sándor főrabbihoz költözött Kaposvárra, akivel később Aradra települtek át. Élete utolsó néhány évét ismét Szegeden töltötte. 
1897. május 3-án délután négy órakor hunyt el tüdőhűdésben. Gazdag és nagyértékű érem- és régiség-gyűjteménnyel rendelkezett, amely sok makói eredetű barbár és római császárkori érmet is tartalmazott. Gyűjteménye később a szegedvárosi múzeumhoz került.

## Munkája
- Dissertatio inaug. path. de morbis aetatum vitae humanae. Pest, 1835.